# Alessandra Smerilli
Alessandra Smerilli FMA (* 14. November 1974 in Vasto, Abruzzen) ist eine italienische Wirtschaftswissenschaftlerin, katholische Don-Bosco-Schwester und Kurienbeamtin.

## Leben
Alessandra Smerilli trat nach ihrem Abitur am Liceo Scientifico R. Mattioli in Vasto 1997 der Ordensgemeinschaft der Don-Bosco-Schwestern bei und studierte Wirtschaftswissenschaften mit Spezialisierung auf politische Ökonomie an der Fakultät für Wirtschaftswissenschaften der Universität La Sapienza in Rom. Von 2001 bis 2006 absolvierte sie ein Doktoratsstudium in „Politischer Ökonomie“ an der Wirtschaftsfakultät der Universität La Sapienza. 2014 absolvierte sie ein PhD-Studium in Wirtschaftswissenschaften an der School of Economics der University of East Anglia im britischen Norwich.
Sie ist Professorin für Politische Ökonomie und Statistik an der Päpstlichen Universität Auxilium sowie Mitglied des Verwaltungsrates der Universität. An der Päpstlichen Universität der Salesianer hat sie einen Lehrauftrag für Wirtschaft, Ethik und Finanzen an der Philosophischen Fakultät und im Masterprogramm für Civil and Non-Profit Economics an der Universität Mailand-Bicocca.
Sie ist seit 2008 Mitglied und seit 2013 Sekretärin des Wissenschafts- und Organisationskomitees der katholischen Sozialwochen, die von der italienischen Bischofskonferenz gefördert wird. Sie ist Mitglied der Ethikkommission des CHARIS-Konsortiums und Mitglied der Ethikkommission von BANCA ETICA sowie Gründungsmitglied der SEC (Scuola di Economia Civile).
Papst Franziskus berief sie 2019 als Beraterin des Generalsekretariats der Bischofssynode und des Wirtschaftsrates im Staatssekretariat des Heiligen Stuhls. Alessandra Smerilli koordiniert die Aktivitäten des Anti-Covid-19-Kommission des Vatikans mit externen Wirtschaftswissenschaftlern, Unternehmern und Beratungsfirmen für eine nachhaltigere weltweite Wirtschaft nach den Folgen der Corona-Pandemie. Von Italiens Gleichstellungs- und Familienministerin Elena Bonetti wurde sie in eine Beratungskommission berufen, die nur aus Frauen besteht und die sich mit der Chancengleichheit von Frauen im Zusammenhang der Corona-Pandemie befasst.
2021 wurde sie für ihre „akademischen Leistungen sowie für ihren Einsatz für ethische Prinzipien in Wirtschaft und Finanzen“, mit dem Orden des Sterns von Italien (Offizier) der Italienischen Republik ausgezeichnet.
Papst Franziskus ernannte sie am 24. März 2021 zur Untersekretärin des Dikasteriums für die ganzheitliche Entwicklung des Menschen für den Bereich „Glaube und Entwicklung“ und am 26. August 2021 zur vorläufigen Sekretärin des Diskasteriums sowie zur Delegatin der Covid-19-Kommission des Vatikans. Am 23. April 2022 bestätigte Papst Franziskus ihre Ernennung zur Sekretärin des Dikasteriums.